# 阿加莎·克里斯蒂 (乐队)
阿加莎·克里斯蒂（俄語：Агата Кристи）是一支苏联和俄罗斯摇滚乐队，由三位创始人于1985年在葉卡捷琳堡组建，当时的乐队名称是“ВИА РТФ УПИ”。1988年，乐队将英国推理小说作家阿加莎·克里斯蒂的姓名作为乐队的新名字。在乐队录制首张专辑《第二阵线》期间，有一位新人加入樂隊。